# اعتدالین (فیلم ۱۹۹۲)
«اعتدالین» (انگلیسی: Equinox (1992 film)) فیلمی در ژانر جنایی و درام به کارگردانی آلن رودولف است که در سال ۱۹۹۳ منتشر شد.

## بازیگران
- متیو موداین
- لارا فلین بویل
- فرد وارد
- کوین جی اکونر
- لوری سینگر
- ام امت والش
- مریسا تومه
- تاته داناوان